# کتاب زکریا

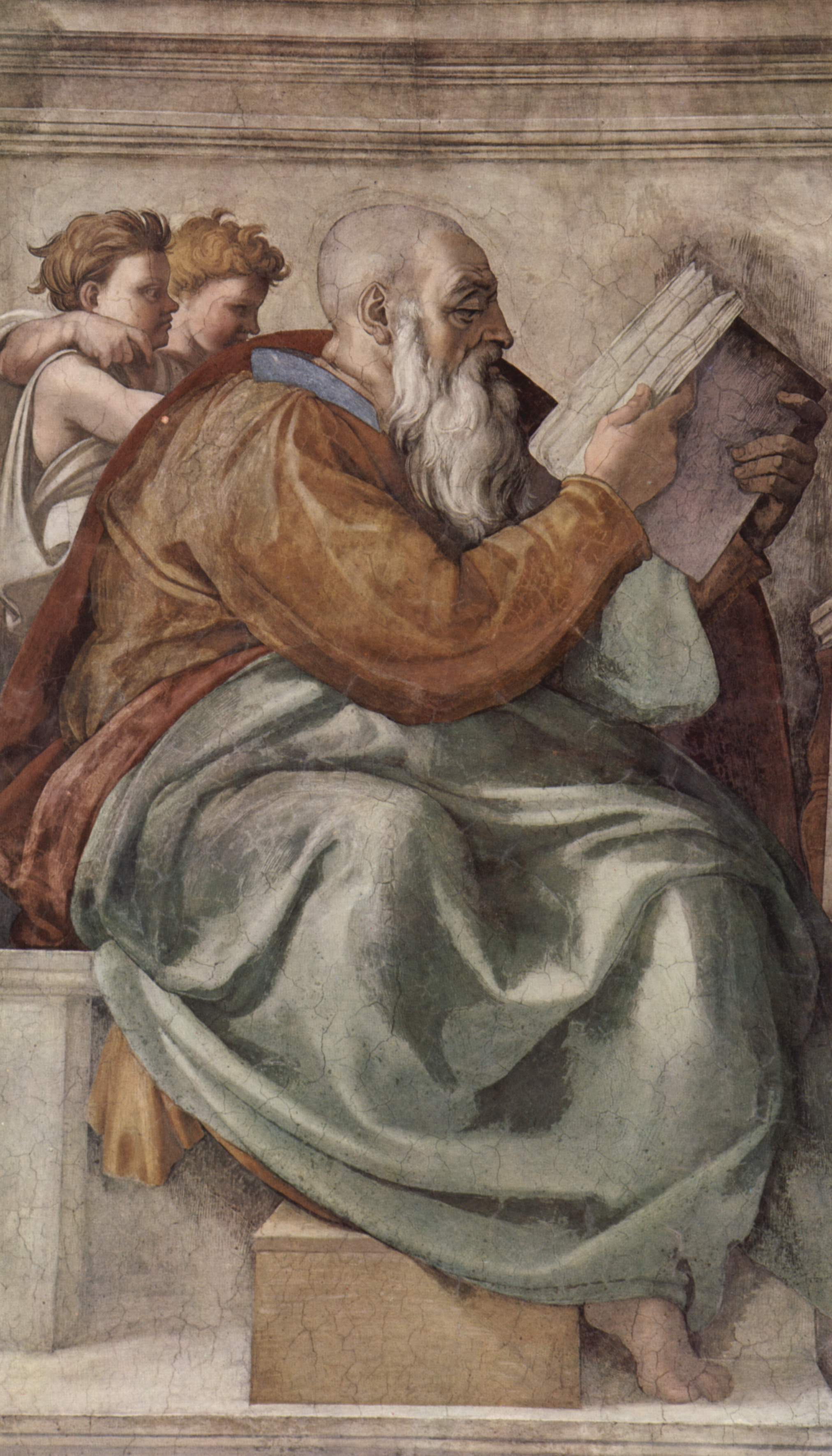
میکل آنژ بووناروتی

کتاب زکریا یکی از کتاب‌های عهد عتیق از بخش پیامبران کهین (برای مسیحیان) و تنخ از بخش نوییم (برای یهودیان) است که منتسب به زکریا است.
دوره زکریا برابر با دوره زندگی داریوش بزرگ بوده‌است, که همدوره حجی و بعد از آزادسازی اسیران یهودی بابل و بعد از سقوط اورشلیم در تاریخ ۵۸۶/۷ پ. م. بود. این کتاب چهارده بخش دارد که شش بخش اول آن رویاهای است که بیان زمان تجدید موعود اسرائیل و تائب شدن قوم‌های بت‌پرست (احتمالاً پگانیسم) و ظهور مسیح است. باب‌های ۷ و ۸ درباره روزه‌داشتن اسیران یهودی است و باب‌های ۹ تا ۱۱ ترقی یهودیه در دوره مکابیان را می‌نویسد. و سه باب انتهایی در مورد آخرالزمان است.

## تاریخچه
یکی از سه پیامبر از دوران پس از تبعید، پیشگویی های زکریا در زمان داریوش بزرگ صورت گرفت.  فصل‌های 1 تا 8 کتاب معاصر با پیش‌گویی‌های هاجی است، در حالی که فصول 9 تا 14 (که اغلب زکریا دوم نامیده می‌شود) بسیار دیرتر نوشته شده است - در قرن پنجم، در اواخر پارسی یا اوایل بطلمیوسی.  دوره.  محققین بر این باورند که حزقیال، با آمیختگی مراسم و بینش، به شدت بر آثار رویایی زکریا 1-8 تأثیر گذاشت.
در طول تبعید، بخش قابل توجهی از جمعیت پادشاهی یهودا به بابل برده شدند، جایی که پیامبران به آنها گفتند که خانه‌های خود را بسازند[5] و پیشنهاد می‌کردند مدت طولانی را در آنجا بگذرانند.  کوروش بزرگ در سال 539 قبل از میلاد امپراتوری نو بابلی را فتح کرد.  سال بعد او فرمان کوروش را منتشر کرد که آغاز اولین بازگشت به یهودا تحت فرمان ششبزار بود.
داریوش در سال 522 قبل از میلاد به سلطنت رسید.  او بسیاری از مستعمرات امپراتوری را به استان هایی تقسیم کرد که هر کدام توسط یک فرماندار نظارت می شد.  زروبابل توسط داریوش به عنوان فرماندار یهودا (که اکنون استان یهود مدینه در امپراتوری ایران دوباره تعیین شده است) منصوب شد.  در زمان سلطنت داریوش، زکریا نیز ظهور کرد و پیشگویی های خود را بر بازسازی معبد متمرکز کرد.  برخلاف بابلی‌ها، امپراتوری ایران تمام تلاش خود را برای حفظ روابط صمیمانه بین رعیت و ارباب انجام داد.  بازسازی معبد توسط پادشاهان ایرانی تشویق شد به این امید که باعث تثبیت جمعیت محلی شود.  این سیاست از جانب پارسیان سیاست خوبی بود و یهودیان آن را نعمتی از جانب خداوند می دانستند.